# Франсоа Дос
Франсоа Дос (на френски: François Dosse, р. 21 септември 1950) е френски историк и епистемолог, специалист по история на идеите. Заниманията му са фокусирани основно върху формите на концептуално развитие, белязали XX в., както и върху биографиите на видни френски интелектуалци като Пол Рикьор, Феликс Гатари и Пиер Нора.

## Биография
Франсоа Дос защитава докторат върху Школата „Анали“ през 1983 г. През следващите години чете лекции в различни академични институции в Париж (Кретей, Институт за политически изследвания, Център за критически изследвания). Още с публикуването на първия си голям труд, двутомната Историята на структурализма, той се утвърждава като забележителен историк на идеите. Методологическата рефлексия върху практикуването на историята се откроява като постоянна тема в неговите изследвания. Вниманието към личностния и биографичния аспект прави някои негови книги особено популярни сред по-широка публика.

## Трудове
- (1987) L'Histoire en miettes. Des "Annales" à la "nouvelle histoire", Paris: La Découverte (2002, 2100)
- (1992-5) Histoire du structuralisme, vol.1-2, Paris, La Découverte.
- (1994) L'Instant éclaté, Paris: Aubier.
- (1995) L'Empire du sens. L'humanisation des sciences humaines, Paris: La Découverte.
- (1997) Paul Ricœur. Les sens d'une vie, Paris: La Découverte.
- (1999) L’histoire ou le temps réfléchi, Paris: Hatier.
- (2000) L'Histoire, Paris:, Armand Colin.
- (2002) Michel de Certeau. Le marcheur blessé, Paris: La Découverte.
- (2003) La Marche des idées. Histoire des intellectuels, histoire intellectuelle, Paris: La Découverte / Ходът на идеите, София: Сонм, 2007, ISBN 978-954-8478-91-5.
- (2005) Le Pari biographique. Écrire une vie, Paris: La Découverte.
- (2006) Paul Ricœur, Michel de Certeau. Entre le dire et le faire, Paris: Cahiers de l'Herne.
- (2007) Paul Ricœur et les sciences humaines, Paris: La Découverte.
- (2007) Gilles Deleuze et Félix Guattari, biographie croisée, Paris: La Découverte.
- (2010) Renaissance de l'événement, Paris, PUF, coll. „Le nœud gordien“.
- (2011) Pierre Nora. Homo Historicus, Paris: Perrin.
- (2014) Castoriadis. Une vie, Paris, La Découverte.
- (2014) Les hommes de l'ombre: Portraits d'éditeurs, Paris: Perrin.
- (2017)  Le Philosophe et le Président, Paris: Stock.
- (2018) La Saga des intellectuels français, tome I. À l’épreuve de l'histoire (1944-1968), tome II. L’Avenir en miettes (1968-1989), Paris: Gallimard.
- (2020) Pierre Vidal-Naquet. Une vie, La Découverte.
- (2021) Amitiés philosophiques, éditions Odile Jacob.
- (2022) Macron ou les illusions perdues - Les larmes de Paul Ricoeur. Le Passeur.
- (2023) Les vérités du roman : Une histoire du temps présent, éditions Le Cerf.
- (2024) Vincennes. Heurs et malheurs de l'université de tous les possibles, Paris: Payot.